# ثيودوروس بابادوبولوس
ثيودوروس بابادوبولوس (باليونانية: Θεόδωρος Παπαδόπουλος)‏ هو لاعب كرة قدم يوناني في مركز الدفاع، ولد في 11 أغسطس 1987 في سالونيك في اليونان. لعب مع أريس تسالونيكي.

## وصلات خارجية
- ثيودوروس بابادوبولوس على موقع قاعدة بيانات كرة القدم.إي يو (الإنجليزية)
- ثيودوروس بابادوبولوس على موقع Soccerway.com (الإنجليزية)